# Anne of Green Gables (1919)
Anne of Green Gables är en amerikansk film från 1919 i regi av William Desmond Taylor. Filmen är baserad på romanen Anne på Grönkulla av Lucy Maud Montgomery som gavs ut 1908. Filmen räknas som förlorad.

## Handling
Den föräldralösa Anne Shirley adopteras av bonden Matthew Cuthbert och hans syster Marilla. Paret väntade sig egentligen en pojke som kunde hjälpa till på gården men de övervinns av Anne och hennes personlighet.

## Roller (i urval)
- Mary Miles Minter – Anne
- Paul Kelly – Gilbert Blythe
- Marcia Harris – Marilla Cuthbert
- Frederick Burton – Matthew Cuthbert
- Carolyn Lee - Mrs. Barry